# Holland férfi kézilabda-bajnokság (első osztály)
Az Eredivisie a legmagasabb osztályú holland férfi kézilabda-bajnokság. A bajnokságot 1954 óta rendezik meg, de nagypályán már korábban is volt országos bajnokság. Jelenleg hat csapat játszik a bajnokságban, a legeredményesebb klub a Limburg Lions (Sittardia Sittard), a címvédő a HV Aalsmeer.

## Nagypályás bajnokságok
| Év   | 1. hely               | 2. hely               | 3. hely                                 |
| ---- | --------------------- | --------------------- | --------------------------------------- |
| 1930 | Jahn II Stadskanaal   | Jahn Rotterdam        | Odin Amstelveen                         |
| 1931 | Olympia Groningen     | Jahn II Stadskanaal   | Jahn Rotterdam Lijnden Haarlemmermeer   |
| 1932 | Olympia Groningen     | Bato Utrecht          | Lijnden Haarlemmermeer Simson Amsterdam |
| 1933 | Niloc Amsterdam       | Olympia Groningen     | Rapiditas Haarlem Olympia Tilburg       |
| 1934 | Niloc Amsterdam       | Olympia Groningen     | DTSV Den Haag Olympia Hengelo           |
| 1935 | Niloc Amsterdam       | Voorwaarts Groningen  | Hercules Hengelo GV Rotterdam           |
| 1936 | Niloc Amsterdam       | Voorwaarts Groningen  | ETV Eindhoven Hercules Hengelo          |
| 1937 | Niloc Amsterdam       | Voorwaarts Groningen  | Hellas Den Haag Hercules Hengelo        |
| 1938 | Voorwaarts Groningen  | Niloc Amsterdam       | Hellas Den Haag                         |
| 1939 | Niloc Amsterdam       | V&K Groningen         | DES Eindhoven                           |
| 1940 | —                     |                       |                                         |
| 1941 | Olympia Hengelo       | Niloc Amsterdam       | V&K Groningen                           |
| 1942 | Niloc Amsterdam       | Hellas Den Haag       | V&K Groningen                           |
| 1943 | V&K Groningen         | Hercules Hengelo      | TV Aalsmeer                             |
| 1944 | Niloc Amsterdam       | Olympia Hengelo       | V&K Groningen                           |
| 1945 | —                     |                       |                                         |
| 1946 | Olympia Hengelo       | V&K Groningen         | Hellas Den Haag                         |
| 1947 | Hellas Den Haag       | V&K Groningen         |                                         |
| 1948 | DES Eindhoven         |                       |                                         |
| 1949 | Niloc Amsterdam       |                       |                                         |
| 1950 | PSV Eindhoven         |                       |                                         |
| 1951 | Hellas Den Haag       | PSV Eindhoven         | DES Eindhoven                           |
| 1952 | Olympia Hengelo       | PSV Eindhoven         | Hellas Den Haag                         |
| 1953 | Hellas Den Haag       | PSV Eindhoven         | Olympia Hengelo                         |
| 1954 | Hellas Den Haag       | Olympia Hengelo       | PSV Eindhoven                           |
| 1955 | PSV Eindhoven         |                       |                                         |
| 1956 | Hellas Den Haag       |                       |                                         |
| 1957 | DES Eindhoven         |                       |                                         |
| 1958 | DES Eindhoven         |                       |                                         |
| 1959 | DES Eindhoven         | TV Aalsmeer           | Olympia Hengelo                         |
| 1960 | Niloc Amsterdam       | Blauw Wit Neerbeek    | PSV Eindhoven                           |
| 1961 | PSV Eindhoven         | Niloc Amsterdam       | Operatie '55 Den Haag                   |
| 1962 | Niloc Amsterdam       | Operatie '55 Den Haag | TV Aalsmeer                             |
| 1963 | Niloc Amsterdam       | Operatie '55 Den Haag | TV Aalsmeer                             |
| 1964 | Operatie '55 Den Haag |                       |                                         |
| 1965 | ESCA Arnhem           |                       |                                         |
| 1966 | Operatie '55 Den Haag | ESCA Arnhem           | AHC '31 Amsterdam                       |
| 1967 | ESCA Arnhem           | Operatie '55 Den Haag | AHC '31 Amsterdam                       |
| 1968 | Operatie '55 Den Haag | ESCA Arnhem           | TV Aalsmeer                             |
| 1969 | AHC '31 Amsterdam     | Sittardia Sittard     | Olympia Hengelo                         |
| 1970 | TV Aalsmeer           | Hellas Den Haag       | AHC '31 Amsterdam                       |
| 1971 | Swift Arnhem          | Sittardia Sittard     | Attila Utrecht                          |
| 1972 | Swift Arnhem          | Attila Utrecht        |                                         |
| 1973 | Swift Arnhem          | AHC '31 Amsterdam     |                                         |
| 1974 | AHC '31 Amsterdam     | Olympia Hengelo       |                                         |

## Kispályás bajnokságok
| Év   | 1. hely                                           | 2. hely                                           | 3. hely                                           |
| ---- | ------------------------------------------------- | ------------------------------------------------- | ------------------------------------------------- |
| 1954 | TV Aalsmeer                                       | Niloc Amsterdam                                   | Olympia Hengelo                                   |
| 1955 | PSV Eindhoven                                     | Olympia Hengelo                                   | Niloc Amsterdam                                   |
| 1956 | Olympia Hengelo                                   | Hellas Den Haag                                   | PSV Eindhoven                                     |
| 1957 | Olympia Hengelo                                   | Hellas Den Haag                                   | Niloc Amsterdam                                   |
| 1958 | Olympia Hengelo                                   | PSV Eindhoven                                     | TV Aalsmeer                                       |
| 1959 | TV Aalsmeer                                       | Olympia Hengelo                                   | Stratum Meteoor Eindhoven                         |
| 1960 | Niloc Amsterdam                                   | Olympia Hengelo                                   | Operatie '55 Den Haag                             |
| 1961 | Niloc Amsterdam                                   | Stratum Meteoor Eindhoven                         | Olympia Hengelo                                   |
| 1962 | Operatie '55 Den Haag                             | TV Aalsmeer                                       | ESCA Arnhem                                       |
| 1963 | Operatie '55 Den Haag                             | ESCA Arnhem                                       | Niloc Amsterdam Sittardia Sittard                 |
| 1964 | Operatie '55 Den Haag                             | Niloc Amsterdam                                   | EMM Middelburg ESCA Arnhem                        |
| 1965 | Operatie '55 Den Haag                             | Niloc Amsterdam                                   | Sittardia Sittard ESCA Arnhem                     |
| 1966 | Sittardia Sittard                                 | Niloc Amsterdam                                   | ESCA Arnhem                                       |
| 1967 | ESCA Arnhem                                       | Niloc Amsterdam                                   | Sittardia Sittard                                 |
| 1968 | Sittardia Sittard                                 | V&L Geleen                                        | Niloc Amsterdam                                   |
| 1969 | Sittardia Sittard                                 | Olympia Hengelo                                   | V&L Geleen                                        |
| 1970 | Sittardia Sittard                                 | Niloc Amsterdam                                   | V&L Geleen                                        |
| 1971 | Sittardia Sittard                                 | Swift Arnhem                                      | AHC '31 Amsterdam                                 |
| 1972 | Sittardia Sittard                                 | Swift Arnhem                                      | TV Aalsmeer                                       |
| 1973 | Sittardia Sittard                                 | Swift Arnhem                                      | V&L Geleen                                        |
| 1974 | Sittardia Sittard                                 | Swift Arnhem                                      | ESCA Arnhem                                       |
| 1975 | Sittardia Sittard                                 | AHC '31 Amsterdam                                 | V&L Geleen                                        |
| 1976 | Sittardia Sittard                                 | PSV Eindhoven                                     | AHC '31 Amsterdam                                 |
| 1977 | Sittardia Sittard                                 | Hermes Den Haag                                   | De Gazellen Doetinchem                            |
| 1978 | Hermes Den Haag                                   | Blauw Wit Neerbeek                                | Sittardia Sittard                                 |
| 1979 | Sittardia Sittard                                 | Blauw Wit Neerbeek                                | AHC '31 Amsterdam                                 |
| 1980 | Blauw Wit Neerbeek                                | Sittardia Sittard                                 | V&L Geleen                                        |
| 1981 | Blauw Wit Neerbeek                                | Hermes Den Haag                                   | De Gazellen Doetinchem                            |
| 1982 | V&L Geleen                                        | Blauw Wit Neerbeek                                | Sittardia Sittard                                 |
| 1983 | V&L Geleen                                        | Sittardia Sittard                                 | Blauw Wit Neerbeek                                |
| 1984 | V&L Geleen                                        | Sittardia Sittard                                 | HV Aalsmeer                                       |
| 1985 | HV Aalsmeer                                       | Sittardia Sittard                                 | Hermes Den Haag                                   |
| 1986 | V&L Geleen                                        | Sittardia Sittard                                 | HV Aalsmeer                                       |
| 1987 | Sittardia Sittard                                 | Swift Arnhem                                      | V&L Geleen                                        |
| 1988 | Blauw Wit Neerbeek                                | E&O Emmen                                         | Tachos Waalwijk                                   |
| 1989 | E&O Emmen                                         | V&L Geleen                                        | HV Aalsmeer                                       |
| 1990 | Sittardia Sittard                                 | Tachos Waalwijk                                   | E&O Emmen                                         |
| 1991 | E&O Emmen                                         | V&L Geleen                                        | Sittardia Sittard                                 |
| 1992 | E&O Emmen                                         | V&L Geleen                                        | Blauw Wit Neerbeek                                |
| 1993 | Sittardia Sittard                                 | E&O Emmen                                         | HV Aalsmeer                                       |
| 1994 | Sittardia Sittard                                 | HV Aalsmeer                                       | E&O Emmen                                         |
| 1995 | HV Aalsmeer                                       | Sittardia Sittard                                 | Swift Arnhem                                      |
| 1996 | E&O Emmen                                         | V&L Geleen                                        | Sittardia Sittard                                 |
| 1997 | Sittardia Sittard                                 | HV Aalsmeer                                       | V&L Geleen                                        |
| 1998 | E&O Emmen                                         | V&L Geleen                                        | Sittardia Sittard                                 |
| 1999 | Sittardia Sittard                                 | HV Aalsmeer                                       | V&L Geleen                                        |
| 2000 | HV Aalsmeer                                       | Sittardia Sittard                                 | Tachos Waalwijk                                   |
| 2001 | HV Aalsmeer                                       | Sittardia Sittard                                 | Quintus Kwintsheul                                |
| 2002 | V&L Geleen                                        | HV Aalsmeer                                       | E&O Emmen                                         |
| 2003 | HV Aalsmeer                                       | E&O Emmen                                         | V&L Geleen                                        |
| 2004 | HV Aalsmeer                                       | BEVO Panningen                                    | E&O Emmen                                         |
| 2005 | HV Volendam                                       | Tachos Waalwijk                                   | BEVO Panningen                                    |
| 2006 | HV Volendam                                       | E&O Emmen                                         | Tachos Waalwijk                                   |
| 2007 | HV Volendam                                       | Sittardia Sittard                                 | BEVO Panningen                                    |
| 2008 | Hellas Den Haag                                   | HV Volendam                                       | BEVO Panningen                                    |
| 2009 | HV Aalsmeer                                       | BEVO Panningen                                    | HV Volendam                                       |
| 2010 | HV Volendam                                       | E&O Emmen                                         | BEVO Panningen                                    |
| 2011 | HV Volendam                                       | Limburg Lions                                     | Quintus Kwintsheul                                |
| 2012 | HV Volendam                                       | Limburg Lions                                     | E&O Emmen                                         |
| 2013 | HV Volendam                                       | Limburg Lions                                     | HV Aalsmeer                                       |
| 2014 | BEVO Panningen                                    | Limburg Lions                                     | HV Aalsmeer                                       |
| 2015 | Limburg Lions                                     | HV Volendam                                       | HV Aalsmeer                                       |
| 2016 | Limburg Lions                                     | BEVO Panningen                                    | Hurry-Up Zwartemeer                               |
| 2017 | Limburg Lions                                     | HV Volendam                                       | Hurry-Up Zwartemeer                               |
| 2018 | HV Aalsmeer                                       | Limburg Lions                                     | HV Volendam                                       |
| 2019 | HV Aalsmeer                                       | HV Volendam                                       | BEVO Panningen                                    |
| 2020 | A koronavírus-járvány miatt nem avattak bajnokot. | A koronavírus-járvány miatt nem avattak bajnokot. | A koronavírus-járvány miatt nem avattak bajnokot. |
| 2021 | HV Aalsmeer                                       | Limburg Lions                                     | BEVO Panningen                                    |
| 2022 | HV Aalsmeer                                       | HV Volendam                                       | Limburg Lions                                     |
| 2023 | Limburg Lions                                     | HV Volendam                                       | HV Aalsmeer                                       |
| 2024 | HV Aalsmeer                                       | Limburg Lions                                     | HV Volendam                                       |
| 2025 | HV Aalsmeer                                       | HV Volendam                                       | BEVO Panningen                                    |

## Lásd még
- Holland női kézilabda-bajnokság (első osztály)